# روش دلفی
روش دلفی (به انگلیسی: Delphi method) یک روش یا تکنیک ارتباطی ساختمند است که در اصل به منظور پیش‌گویی سامانمند و تعاملی با تکیه برهم‌اندیشی خبرگان ابداع شده و توسعه پیدا کرده‌است. این روش که در آینده‌پژوهی استفاده می‌شود عمدتاً اهدافی چون کشف ایده‌های نوآورانه و قابل اطمینان یا تهیه اطلاعاتی مناسب به منظور تصمیم‌گیری را دنبال می‌کند. روش دلفی فرایندی ساختار یافته برای جمع‌آوری و طبقه‌بندی دانش موجود در نزد گروهی از کارشناسان و خبرگان است که از طریق توزیع پرسشنامه‌هایی در بین این افراد و بازخورد کنترل شده پاسخ‌ها و نظرات دریافتی صورت می‌گیرد.
تکنیک دلفی برای «شناسایی» و «غربال» مهمترین شاخص‌های تصمیم‌گیری قابل استفاده است. بنابراین با وجود اینکه روش دلفی یک روش تصمیم‌گیری چندمعیاره نیست اما در بسیاری موارد قبل از بکارگیری تکنیک‌های تصمیم‌گیری چندمعیاره از این تکنیک برای غربال شاخص‌ها یا رسیدن به یک توافق در زمینه اهمیت شاخص‌های تصمیم‌گیری استفاده می‌شود.
روش دلفی بر اساس رویکرد پژوهش جدلی یعنی: نظر یا تز (ایجاد عقیده یا نظر)، پادنظر یا آنتی تز (نظر و عقیدهٔ مخالف) و نهایتاً ساخت سنتز (توافق و اجماع جدید) شکل گرفته‌است که در پی فرایند ساخت نظریه تازه‌ای ایجاد می‌شود.
به اعتقاد هلمر، دلفی ابزار ارتباطی سودمندی بین گروهی از خبرگان است که فرموله کردن آرای اعضاء گروه را آسان می‌کند.
ویسما (Wissema 1982) با تأکید بر اهمیت روش دلفی، از آن به عنوان روشی برای «یک کاوش تک متغیره» برای پیش‌بینی آیندهٔ فناوری‌ها یاد می‌کند. او می‌افزاید که روش دلفی با این هدف طراحی شده که بتواند مباحثات میان خبرگان را امکان‌پذیر کند، به‌طوری‌که از ورود تأثیر رفتارهای متقابل اجتماعی که معمولاً در مباحثات گروهی اتفاق می‌افتد و منجر به مانعی در برابر شکل یافتن عقاید و نظرات می‌شود، جلوگیری نماید.
بالدوین (Baldwin 1975) باور دارد که در شرایط نابسندگی دانش موجود در نزد تصمیم گیرندگان، آنان ناگزیر به تصمیم‌سازی با اتکاء به ادراکات مستقیم خود یا آرای خبرگان هستند.

## تاریخچه
گسترش روش دلفی به‌دنبال رواج فعالیت‌های مرتبط با پیش‌بینی آیندهٔ فناوری‌ها که از سال ۱۹۴۴ میلادی آغاز شد، صورت گرفت. در این تاریخ و بنا به سفارش نیروی دریایی ایالات متحده آمریکا، پروژه‌ای به نام RAND (بر گرفته از عبارت Research and Development) در شرکت هواپیماسازی داگلاس و با هدف پیش‌بینی فناوریهای آینده با کاربرد نظامی تعریف شد. این پروژه به مطالعه در زمینه جنگ‌افزارهای بین قاره‌ای فرا سطحی پرداخت.
در سال ۱۹۵۹ میلادی هلمر (Helmer) و رشر (Rescher)، دو تن از پژوهشگران پروژهٔ رند در مقاله‌ای با عنوان
«نظریه فلسفی دانش در علوم نادقیق»، این ایده را مطرح کردند که در زمینهٔ‌هایی از دانش که در آن هنوز قوانین علمی توسعه نیافته‌است، اتکاء به آرای خبرگان مجاز می‌باشد. حال مسئله این است که چگونه آرای این خبرگان مورد استفاده قرار گیرد و به ویژه اینکه چگونه با آمیختن دیدگاه‌های گروهی از خبرگان، بیانیه‌ای سودمند تدوین شود. از دیدگاه روش دلفی، قضاوت‌های انسانی بمثابه ورودی‌هایی مشروع و سودمند برای انجام پیش‌بینی‌ها می‌باشند. گاهی خبرگان و متخصصان منفرد می‌توانند در معرض خطر یکجانبه نگری قرار گیرند ضمن اینکه گروه‌های خبره نیز می‌توانند زیر تأثیر گرایشهای رهبر گروه، از بازنگری ایده‌های پیشین اکراه داشته باشند. برای چیره شدن بر چنین نارسایی‌هایی، روش دلفی با مبانی نظری و دستورالعمل‌های روش مند در طول دهه‌های پنجاه و شصت میلادی در مؤسسهٔ رند (RAND) توسعه یافت.

### نامگذاری
عبارت دلفی کنایه از مکانی مقدس در یونان باستان است که در آنجا با واسطه گری پیشگویان بلندپایه، پیش‌بینی هاو سخنان خدایان یونانی اعلام می‌شده‌است. به‌نظر می‌رسد بهره جستن از این نام مورد تأیید بنیان گذاران این روش یعنی هلمر و دالکی نبوده‌است. بنا بر اظهارات دالکی در سال ۱۹۶۸، کلمه دلفی به نوعی القاءکننده وابستگی روش آنان به غیبگویی بوده و جنبه‌ای اسرار آمیز دارد. حال آنکه آنچه توسط این دو ارائه شده‌است، روشی برای بهبود دادن به پیش‌بینی‌ها با بهره‌گیری کامل از اطلاعات نابسنده‌ای است که در اختیار می‌باشد.

## روش دلفی
اساس و پایه روش یا تکنیک دلفی بر این است که نظر متخصصان هر قلمرو علمی در مورد پیش‌بینی آینده صائب‌ترین نظرست؛ بنابراین برخلاف روش‌های پژوهش پیمایشی، اعتبار روش دلفی نه به‌شمار شرکت کنندگان در پژوهش که به اعتبار علمی متخصصان شرکت‌کننده بستگی دارد. شرکت کنندگان در تحقیق دلفی از ۵ تا ۲۰ نفر را شامل می‌شوند. کمینه تعداد شرکت کنندگان بستگی به چگونگی طراحی روش تحقیق دارد.
در این روش هیئت (پنل)هایی از متخصصان تشکیل می‌شود که در آن ارتباط میان اعضاء، توسط رئیس یا ناظر هیئت انجام می‌شود.
ارتباطات داخلی شرکت کنندگان به صورت ناشناس بوده و نظرات، پیش‌بینی‌ها و تمایلات به ارائه دهندگان آن‌ها منتسب نمی‌شود. انتشار این اطلاعات بدون اعلام هویت ارائه دهندگان صورت می‌گیرد.

### عناصر
عناصر اصلی در روش‌های اولیهٔ دلفی عبارت‌اند از:
- ساختارسازی جریان اطلاعات
- ارائهٔ باز خورد به شرکت کنندگان
- افشا نساختن هویت شرکت کنندگان

به رغم تفاوتهای قابل توجهی که در کاربرد روش دلفی وجود دارد، معمولاً پژوهش دلفی با یک پرسشنامه که توسط یک تیم کوچک طراحی شده و به گروه بزرگ‌تری از متخصصان فرستاده می‌شود آغاز می‌شود. پرسشنامه‌ها به طریقی تنظیم می‌شوند که این امکان به وجود آید تا مخاطبین ضمن استنباط کردن و فهمیدن مسئله مطرح شده، واکنش‌های فردی خود را بروز دهند. وقتی پرسشنامه‌ها برگشت، طیف پاسخها و دلایلی که متخصصان برای پاسخهایشان بیان کرده‌اند مورد بررسی قرار گرفته و خلاصه نویسی می‌شوند. در این مرحله مواردی که مرتبط با اهداف زمینهٔ تحقیق نباشد حذف و از این طریق از مسایل منفی رایج در تعاملات داخل گروهی (مرتبط با حوزه روانشناسی اجتماعی) اجتناب می‌شود. پس از آن، گزارش خلاصه برای متخصصان فرستاده می‌شود. متخصصان اجازه دارند که پاسخهایشان را بر اساس نتایج تغییر دهند و این نتایج دور دوم مجدداً مورد ارزیابی محققان قرار می‌گیرد.
بدین طریق در طول زمان و با پیشرفت کار، دیدگاه‌های مخاطبین با موضوع مطروحه تطابق خواهد یافت. این فرایند ادامه می‌یابد تا اینکه اجماعی در مورد نظرات حاصل شود یا مشخص شود که متخصصان به توافق نرسیده‌اند.

مهم‌ترین نکته در روش دلفی، غلبه بر نکات منفی موجود در کمیته‌های متعارف است.
طبق نظر فاولز(Fowles, 1978)، عدم افشای هویت، بازخورد کنترل شده و پاسخ‌های مبتنی بر آمار مهم‌ترین مشخصه‌های دلفی هستند.
دلفی یک روش آماری سفت و سخت برای پیش‌بینی آینده نیست. نبود نمونه گیری، نامشخص بودن رخدادهای آینده و نبود فرایندهای خوش-تعریف و شناخته شده برای انجام دادن مطالعات دلفی، تنها چند مورد از مواردی هستند که دلفی را از روش‌های علمی کنترل شده متمایز می‌کند؛ ولی مطالعه دلفی برای مسائلی باارزش است که نیازی به تکنیک‌های موشکافانه دقیق ندارند: مثلاً زمانی که داده‌ها ناکافی یا فاقد قطعیتند یا وقتی نمونه‌های واقعی موجود نیست یا وقتی که گردآوردن افراد و بحث کردن در مورد مسئله‌ای مشکل است. از آنجا که تکنیک دلفی بر ناشناس بودن، بازخوردهای کنترل شده و پاسخ گروهی آماری تکیه دارد و بنابراین از نفوذ افراد برجسته در گروهای بحث یا فشار گروه برای همنوایی اجتناب می‌کند، با استفاده از این تکنیک اجماعی معتبر از متخصصان می‌تواند بدست آید.

### مراحل انجام روش دلفی
فاول (Fawle 1978) مراحل زیر را پیشنهاد کرده‌است:
1. تشکیل تیم اجرا و نظارت بر انجام دلفی
2. گزینش یک یا چند هیئت (پنل) جهت شرکت در فعالیت‌ها. اعضاء این هیئت‌ها معمولاً کارشناسان و خبرگان قلمرو پژوهش هستند.
3. راه اندازی فعالیت‌های تنظیم پرسش نامه برای دور اول
4. بررسی پرسش نامه از دید نوشتاری (رفع ابهامات استنباطی و...)
5. ارسال نخستین پرسش نامه به اعضاء هیئت‌ها
6. واکاوی پاسخ‌های رسیده در دور نخست
7. آماده کردن پرسش نامهٔ دور دوم (با بازنگری‌های مورد نیاز)
8. ارسال پرسش نامهٔ دور دوم برای اعضاء هیئت‌ها
9. واکاوی پاسخ‌های رسیده در دور دوم (مراحل ۷ الی ۹ تا دستیابی به پایداری در پاسخ‌های در یافتی ادامه می‌یابد)
10. آماده‌سازی گزارش توسط تیم پردازشگر

مهم‌ترین نکته در این فرایند، درک هدف‌های بکارگیری روش دلفی از طرف شرکت کنندگان است. در صورت درک نادرست، با پاسخ‌هایی نا مرتبط از سوی شرکت کنندگان مواجه خواهیم بود. پاسخ دهندگان باید از دانش کافی در حوزهٔ مربوطه برخوردار بوده و با ادبیات موضوعی مقولهٔ مورد بحث آشنایی داشته باشند؛ ولی در عین حال شاید لزوماً به تخصص بسیار بسیار بالا در زمینهٔ مورد نظر نیازی نباشد.
همانگونه که در بخش قبل گفته شد، حداقل تعداد اعضاء هیاتها برای دستیابی به نتیجهٔ قابل اتکاء بستگی به طراحی پژوهش دارد. بنا بر نظر برکهوف (Berkhoff, 1975) در شرایط آرمانی حتی گروه‌های چهار نفره هم می‌توانند عملکرد مناسبی داشته باشند.

## ویژگی‌ها

### محاسن
- بدون نام بودن نظریات
- تکرار پیش‌بینی با پسخورد کنترل شدهٔ اطلاعات
- توجه کردن به نظر افرادی که در اقلیت هستند
- دست یافتن سریع به همسویی
- نبود محدودیت جغرافیایی برای شرکت کنندگان
- قابلیت پوشش دادن گستره‌ای بزرگ از کارشناسان
- جلوگیری از غلبهٔ تفکر گروه گرایانه (Group Think)
- قدرت پیش‌بینی موضوعات تک بعدی پیچیده

### معایب
- بخش عمدهٔ انتقادات از این روش مربوط به اجرای آن است نه خود تکنیک
- اگر سؤال‌ها روشن نباشند و اهداف مبهم باشند، پاسخ‌ها اندک خواهد بود
- در کاربرد روش دلفی، نباید روی رسیدن به اجتماع نظریات تأکید کرد
- اگر هم‌زمان با روش‌های دیگر به کار گرفته شود، نتایج بهتری حاصل می‌شود

### محدودیت‌های روش دلفی
روش دلفی در معرض انتقادهایی نیز می‌باشد. بیشترین انتقادات از طرف ساکمن(Sackman 1974) صورت گرفته که طی آن این روش غیر علمی تلقی شده‌است و آرمسترانگ (Armstrong T 1978) نسبت به دقت این روش تردید دارد.
مارتینو (MartinoT 1978) و برخی دیگر، دغدغه‌های روش دلفی را بشرح زیر رده‌بندی کرده‌اند:
- ناچیز شماری آینده: از دید مخاطبین پرسش نامه‌ها، آینده (و گذشته) به اهمیت آنچه در حال می‌گذرد نمی‌باشند، بنابراین ممکن است تمایل به کم‌اهمیت دانستن وقایع آتی در آنان وجود داشته باشد.
- انگیزه‌های ساده نگری: متخصصان تمایل دارند تا نسبت به وقایع آینده به صورتی مجرد و جدا از سایر تحولات بنگرند. تجسم تصویری جامع و کل نگرانه از رخدادهای آینده که در آن تغییرات تأثیر همه‌جانبه‌ای دارند، کار ساده‌ای نیست. در این شرایط اهمیت ندادن به تأثیر متقابل رویدادهایی که در آینده می‌توانند به وقوع بپیوندند محتمل است. در این موارد واکاوی آثار متقابل می‌تواند سودمند باشد.
- تخصص‌های گمراه‌کننده: اصولاً ممکن است برخی از صاحبان تخصص، پیش‌بینی کنندگانی توانمند نباشند. یک کارشناس با تمایل به مراجعه به تخصص‌های شخصی، ممکن است پیش‌بینی‌های خود را در چارچوب قالب‌هایی خاص انجام دهد که شاید بهترین پیش‌بینی‌ها نباشند.
- بی نظمی در اجرا: مسیرهای مختلفی (نظیر دست کم گرفتن دشواری‌های رایج و ساده انگاری در بکارگیری این روش) وجود دارند که می‌توانند کار را به انحراف بکشانند و شرکت کنندگان را از بذل توجه کافی بازدارند.
- انحراف قالب‌ها :قالب بندی پرسش نامه می‌تواند برای برخی از شرکت کنندگان مناسب نباشد.

، دستکاری در نتایج: پاسخ‌ها می‌توانند با امید به اینکه در دور بعدی منجر به تمایل به سمتی خاص شوند، توسط مجریان دستکاری شوند.
- ناسازگاری با پدیدهٔ پارادایم شیفت
- وابستگی میزان کامیابی این روش به سطح کیفی اعضاء و شرکت کنندگان
- تحمیل پیش فرض‌ها یا دیدگاه‌های شخصی نظارت کنندگان
- در نظر نگرفتن نکات مورد اختلاف در پاسخ‌های دریافتی و بررسی ناکافی بر روی این موضوع

### خروجی‌های روش دلفی
خروجی‌های روش دلفی چیزی جز یک نظریه نیست. این نظریه به همان اندازه از اعتبار برخوردار است که نظرات افراد شرکت‌کننده معتبر می‌باشد. دیدگاه‌ها و نظرات شرکت کنندگان بر اساس روابط آماری و نه بر اساس آراء اکثریت و اقلیت خلاصه می‌شود. هرچند تخصص و دیدگاه شرکت کنندگان بالاتر باشد خروجی بدست آمده بهتر خواهد بود.

### تعداد متخصصان دلفی
هيچ قانون قوي و صريحي در مورد نحوه انتخاب و تعداد متخصصين  وجود ندارد و تعداد آنها وابسته به فاكتورهاي:  هدف دلفي يا وسعت مشكل، كيفيت تصميم، توانايي تيم تحقيق در اداره مطالعه،  اعتبار داخلي و خارجي، زمان جمع آوري داده  ها و منابع در دسترس، دامنه  مسأله و پذيرش پاسخ است تعداد شركت كنندگان معمولاً  كمتر از 50 نفر و اكثراً 15 تا 20 نفر بوده است . هرچند در مقالات تعداد 10  تا بيشتر از 2000 نفر گزارش را نيز گزارش نموده اند  اما در  گروه هاي هموژن معمولاً 15 -10 نفر كافي است در دلفي معمولا از  نمونه هاي همگن براي به دست آوردن طيف گسترده نظرات، پاسخ هاي با كيفيت و  راه حل هاي قابل پذيرش استفاده مي شود. اين نمونه گيري موجب افزايش حجم  نمونه، مشكلات جمع آوري داده ها و در نهايت، پيچيدگي رسيدن به اجماع، اجراي  آناليز و بازبيني نتايج مي شود  هرچند كه با حجم نمونه  بزرگتر تعداد قضاو ت ها افزايش و تركيب آنها اعتماد را افزايش مي دهد. بعضي محققين متذكر مي شوند معمولا 30 نفر براي ارائه اطلاعات كافي  است و با افزايش آنها پاسخ ها تكراري شده و اطلاعات جديدي اضافه نمي شود  اما بعضي ديگر مي نويسند شواهد تجربي كمي در مورد اثر تعداد شركت  كنندگان بر اعتبار و اعتماد فرايند اجماع در دسترس است. در  شناسايي و انتخاب متخصصين از روش هاي ، مختلف از قبيل فرايند نامگذار يقضاوت و تصميم گيري مديريت اصلي پروژه، موقعيت سازماني  افراد و مرور نويسندگان مقالات استفاده مي شود كه دو مورد اخير نامناسب  هستند.
تعداد افرادی که در پانل دلفی به عنوان پاسخ دهنده قرار می گیرند معمولا بین 10 تا 15 نفر هستند. همچنین برای بررسی اجماع در راندهای دلفی برای خاتمه دادن به آن در ضریب هماهنگی کندال استفاده می شود این ضریب به راحتی توسط نرم افزار spss قابل محاسبه است. در صورتیکه در پرسشنامه دلفی از طیف 5 تایی استفاده شود در هر راند می توان شاخص هایی که امتیاز کمتر از 3 را کسب کرده اند حذف و غربال نمود.
.

## موارد استفاده روش دلفی
- پیش‌بینی یک موضوع تک بعدی مشخص در آینده
- به وجود آوردن اجماع
- جلوگیری از چیرگی اندیشه گروه گرایانه(Group Think) و سکوت گرایی اقلیت (Spiral of Silence)
- ایجاد ایده‌های نوآورانه
- پیش‌بینی تصمیمات راهبردی دراز مدت

## شرایط بکارگیری روش دلفی
- اگر استفاده از آرای «افرادی با بینش و تجربه بسیار» در مقایسه با «رویکردهای نظری یا برون یابی روندها (Trend Extrapolations)» برای پیش‌بینی آینده از قدرت بیشتری برخوردار باشد
- اگر موضوع، پیچیده باشد.
- اگر کارشناسان و خبرگان شرکت‌کننده، از سابقه کافی برای ارتباط‌گیری مؤثر برخوردار نباشند.
- اگر سوابق و تجربیات مورد نیاز تحقیق، طیف گسترده‌ای از سوابق و تجربیات را در بر بگیرد.
- اگر تبادل نظر از طریق برگزاری جلسات و گردهمایی‌ها ممکن نباشد.
- اگر ناسازگاری میان افراد بسیار زیاد بوده یا شرایط سیاسی مطلوبی وجود نداشته باشد.

به هر حال پیش از تصمیم‌گیری در مورد گزینش روش دلفی باید به چند پرسش پاسخ داده شود:
- چه نوع فرایند ارتباط گروهی برای بررسی مسئلهٔ پیش رو مورد نظر است؟
- دارندگان تخصص در زمینهٔ مورد پژوهش چه کسانی هستند؟
- چه شیوه‌های دیگری برای انجام مطالعه وجود دارند و نتایج مورد انتظار درصورت بکارگیری آن شیوه‌ها چیست؟

پس از پاسخگویی به پرسشهای بالا می‌توان در مورد بکارگیری روش دلفی تصمیم‌گیری کرد.